# Străinul (roman de Albert Camus)
Străinul (în franceză L’Étranger)  este un roman scris de Albert Camus și publicat în 1942. Tema și perspectivele sale sunt adesea citate ca exemple ale filozofiei absurdului și existențialismului lui Camus, deși Camus a respins personal ultima etichetă.
Personajul principal este Meursault, un franco-algerian indiferent ("un cetățean al Franței domiciliat în Africa de Nord, un om mediteranean, un homme du midi care abia cunoaște cultura mediteraneană tradițională") care, după ce a participat la înmormântarea mamei sale, ucide apatic un bărbat arab pe care el îl cunoscuse la Alger. Povestea este împărțită în două părți: punctul de vedere al lui Meursault (narat la persoana I) înainte și, respectiv, după crimă.
În ianuarie 1955, Camus a spus: „Eu am rezumat Străinul cu mult timp în urmă, printr-o remarcă pe care o admit ca extrem de paradoxală: În societatea noastră orice om care nu plânge la înmormântarea mamei sale riscă să fie condamnat la moarte. Am vrut doar să spun că eroul cărții mele este condamnat pentru că el nu joacă acest joc.”
Romanul face parte din „ciclul absurdului”, o trilogie compusă din romanul „Străinul”, eseul Mitul lui Sisif și piesa de teatru Caligula, constituind fundamentul filozofiei camusiene: absurdul, din cadrul existențialismului. Pe baza acestui roman, tradus în 40 de limbi, Luchino Visconti a realizat în 1967 o adaptare cinematografică.

## Rezumat

### Prima parte
Meursault, un francez algerian, află de moartea mamei sale. La înmormântarea ei, el nu arată nicio stare de tristețe, ci mai degrabă una de indiferență. Când este întrebat dacă dorește să vadă corpul, refuză și, în schimb, fumează și bea cafea în fața sicriului. A doua zi, el o întâlnește pe Marie, o fostă colegă de muncă. Cei doi merg să înoate împreună, vizionează un film de comedie și încep să aibă o relație sexuală, în ciuda faptului că înmormântarea mamei sale avusese loc cu o zi mai înainte. În următoarele câteva zile, el îl ajută pe prietenul și vecinul său, Raymond Sintès, să se răzbune pe o iubită maură bănuită de infidelitate. Meursault este de acord să-i scrie o scrisoare iubitei lui Raymond, cu unicul scop de a o invita astfel încât Raymond să facă sex cu ea și apoi să o scuipe în față în ultimul minut ca un gest de răzbunare emoțională. Meursault nu vede nici un motiv să nu-l ajute, mai ales că-l place pe Raymond. El nu își exprimă niciun motiv de îngrijorare că iubita lui Raymond va fi rănită emoțional, aflându-se într-o stare de apatie.
Scrisoarea își produce efectul: iubita se întoarce, dar situația escaladează atunci când ea îl lovește Raymond după ce el încearcă să o dea afară, iar Raymond o bate. Raymond este dus la tribunal, iar, după ce Meursault depune mărturie în favoarea lui, scapă doar cu un avertisment. După acest moment, începe însă să fie urmărit de un grup de arabi, condus de fratele fetei. Într-una din zile, Raymond îi invită în week-end pe Meursault și Marie la casa de pe plajă a unui prieten, Masson. Ei sunt urmăriți acolo de fratele iubitei lui Raymond și de un prieten arab; acolo are loc o confruntare, iar Raymond este rănit cu un cuțit. Mai târziu în aceeași zi, Meursault, plimbându-se pe plajă, îl întâlnește pe unul dintre arabi. El este dezorientat din cauza insolației, iar când arabul își scoate cuțitul, Meursault îl ucide, împușcându-l repetat cu un revolver. El nu divulgă cititorului niciun motiv al crimei sau al împușcăturilor repetate, în afară de faptul că a apăsat pe trăgaci, fără să vrea, fiind deranjat de căldură și de lumina soarelui.

### Partea a doua
Meursault este arestat și închis, însă se obișnuiește repede cu ideea, petrecându-și mare parte din timp dormind sau analizându-și mintal obiectele pe care le deținea în apartamentul său. Tăcerea și pasivitatea lui din timpul proceselor îl face pe procuror să intuiască lipsa oricăror remușcări pentru crima comisă și să se concentreze mai mult pe incapacitatea sau refuzul lui Meursault de a plânge la înmormântarea mamei sale decât pe crima propriu-zisă. Avocatul îl îndeamnă pe Meursault să spună adevărul, dar nu reușește, iar mai târziu Meursault explică cititorului că nu a fost niciodată cu adevărat capabil să simtă vreo remușcare sau emoție pentru oricare dintre acțiunile sale din viață. Procurorul îl învinovățește teatral pe Meursault și pretinde că acesta este un monstru fără suflet, incapabil de a simți remușcări și că merită, prin urmare, să moară pentru crima lui. Deși avocatul lui Meursault îl apără și îi spune mai târziu că se așteaptă la o sentință blândă, judecătorul îl condamnă la moarte prin decapitare.
Aflat în închisoare, în așteptarea executării pedepsei cu moartea prin ghilotinare, Meursault este vizitat de un preot, dar refuză categoric îndreptarea spre Dumnezeu, explicând că Dumnezeu este o pierdere de timp. Deși capelanul persistă în încercarea de a-l scoate pe condamnat din starea sa de ateism (sau, poate mai exact, din apatia lui), Meursault îl atacă într-un acces de furie determinat de frustrările sale, de absurditatea condiției umane și de angoasa lui personală față de lipsa de sens a existenței sale. La început, el precizează că oamenii nu au dreptul să-l judece pentru acțiunile sale sau pentru cine este el, și nimeni nu are dreptul de a judeca pe altcineva. În cele din urmă, Meursault își găsește liniștea și fericirea, meditând asupra indiferenței universului față de omenire și asupra propriei sale vieți.

## Personaje
- Meursault este un franco-algerian care află de moartea mamei sale printr-o telegramă. Indiferența lui Meursault față de vestea morții mamei sale demonstrează o detașare emoțională față de mediul său de viață. Există mai multe momente semnificative în întregul roman care nu au un impact emoțional asupra lui Meursault. El nu arată emoție când află că mama lui a murit, când Marie îi spune că-l iubește sau când ucide pe cineva. O altă trăsătură a lui Meursault este că îi place adevărul și nu-i pasă cum îl văd ceilalți oameni. Cu toate acestea, comite sperjur prin furnizarea unei mărturii false în numele vecinului său, Raymond. El este privit ca un străin de către societate din cauza indiferenței sale.

- Raymond Sintès este vecinul lui Meursault, care-și bate amanta, cauzând un conflict cu arabii. El îl aduce pe Meursault în conflict ceea ce duce în cele din urmă la uciderea unui arab. Raymond poate fi un personaj complementar al lui Meursault, el luând măsuri în timp ce Meursault este indiferent. Raymond și Meursault par să dezvolte o legătură în cursul poveștii, care se încheie cu mărturia lui Raymond Sintès în timpul procesului. Raymond, de asemenea, crede că poate controla oamenii - el atacă o femeie deoarece crede că ea l-a înșelat și insistă că Meursault este prietenul său, după o favoare simplă a lui Meursault.

- Marie Cardona este o dactilografă de la același loc de muncă cu Meursault. La o zi după înmormântarea mamei lui Meursault, ea îl întâlnește pe o plajă publică, reluându-și  relația. Întrebat dacă o iubește, Meursault răspunde că nu crede asta. El este însă de acord să se căsătorească cu ea înainte de crimă și de arestarea sa. Marie, ca și Meursault, se bucură de contactul fizic sub forma actului sexual. Ea reprezintă viața plăcută pe care Meursault o dorește, iar înfățișarea ei plăcută este unul din lucrurile căruia Meursault îi duce lipsa în închisoare.

- Masson este proprietarul casei de pe plajă unde îi duce Raymond pe Marie și Meursault. Masson este o persoană lipsită de griji căruia îi place să-și trăiască viața pur și simplu și să fie fericit. El vrea să-și trăiască viața fără restricții.

- Salamano este un om bătrân care își scoate în mod curent câinele la plimbare. El își abuzează câinele, dar este atașat de acesta. Când își pierde câinele, devine tulburat și îi cere un sfat lui Meursault. Acesta nu îi oferă un sfat util, iar Salamano recunoaște că viața lui s-a schimbat.

- Arabii - grupul etnic o include pe amanta lui Raymond. Faptul că niciun arab nu a primit un nume în Străinul a determinat ostilitatea algerienilor față de Camus.

- Arabul -  El este împușcat de Meursault pe o plajă din Alger. Arabului i s-a dat o identitate în romanul Cazul Meursault, contraanchetă (2013) scris de jurnalistul și romancierul algerian Kamel Daoud.[4]

## Analiză și comentarii
La suprafață, Străinul prezintă aspectul de a fi un extrem de simplu, deși este atent planificat și scris. În realitate, el este o creație densă și bogată, plină de sensuri nedescoperite și calități formale. Ar fi nevoie de o carte, cel puțin de lungimea romanului pentru a face o analiză completă a sensului și formei și a corespondențelor între sens și formă, în Străinul. 
Romanul face parte din trilogia pe care Camus o va numi „ciclul absurdului”. Aceasta conține un eseu filozofic intitulat Mitul lui Sisif și piesa de teatru Caligula.
Este vorba de un roman (odată Camus scria: „Dacă vrei să devii filozof, scrie romane”) al cărui personaj principal, misterios, nu se conformează canoanelor moralității sociale și pare înstrăinat de lume și chiar de el însuși. Meursault se rezumă într-o narațiune apropiată de cea a unui jurnal intim (mai puțin analiza) la a face inventarul evenimentelor, poftelor și grijilor sale. Este reprezentativ omului absurd descris în Mitul lui Sisif, absurdul născându-se din „această confruntare dintre dorința umană și tăcerea nejustificată a lumii.”.
A doua parte a romanului (care începe chiar după crimă) îl prezintă pe narator renăscut față de lume și față de el însuși, ca și cum, moartea apropiindu-se, l-a făcut să simtă cât de fericit fusese. Meursault este prolix atunci când vine vorba de exprimarea sentimentelor sale și a revoltei.
Stilul romanului, mai degrabă neutru și alb, redă acțiunea cu perfectul compus, despre care Sartre va spune că „accentuează solitudinea fiecărei bucăți de frază”, punând în centru solitudinea personajului în raport cu lumea și cu el-însuși.

## Aspecte filozofice
Fără îndoială, Camus, prin acest roman aparținând „Ciclului absurdului”, a transpus în plan romanesc teoria din Mitul lui Sisif. La prima lectură a acestui roman, se ajunge la concluzia pe care Sartre a tratat-o amănunțit în „Situations I”, precum că existența la acest nivel nu are sens. Înlănțuirea evenimentelor este dictată de hazard, luând forma unei fatalități în fața omului. De aceea, Meursault este rece și distant atunci când inventariază evenimentele, ca și cum acestea ar surveni independent și fără voia lui.
Cu toate acestea, Meursault rămâne un personaj pozitiv, care se pliază perfect acestei existențe/acestui mod de a trăi, de altfel, nici nu minte în fața Mariei sau a tribunalului, nici nu are un aer orgolios: pur și simplu, acceptă lucrurile așa cum sunt ele și nu vede niciun interes în a-i minți pe alții și nici chiar pe el însuși.
Ucigându-l pe arab, Meursault o face ca urmare a unui instinct criminal, comportându-se ca și cum ar fi fost ghidat de soare și lumină. Astfel, crima primește o alură cvasimitică, mai ales că soarele și lumina sunt omniprezente în roman, având un impact concret asupra faptelor naratorului-personaj.
A doua parte a romanului prezintă un Meursault arestat, obligat de a reflecta la viață și la sensul acesteia, contemplând sporadic moartea. Se conturează revolta față de injustiție, revolta față de o moarte ce survine mult prea devreme, cât și împăcarea cu lumea și cu sinele. Urmărindu-i dezgustul față de injustiție și condamnarea la moarte, Meursault, personajul pe care-l va construi mai târziu, va fi înzestrat cu acestea.
„Opusul celui care se sinucide, scrie Camus în Mitul lui Sisif, este condamnatul la moarte”, pentru că cel ce dorește să se sinucidă, renunță, în timp ce condamnatul se revoltă. Iar revolta este singura atitudine pe care o poate avea omul absurdului: „Extrag din absurd trei elemente: revolta, libertatea și pasiunea mea. Printr-un joc de conștiință, din invitația la moarte fac regula de căpătâi a vieții – refuz suicidul” scrie Camus în eseul său.. „Capodoperele se recunosc prin faptul că au mult mai mult de spus decât comentariile pe care le provoacă. Doar așa ne pot marca: lăsând de fiecare dată, în spatele fiecărei porți, o altă poartă deschisă.”
Totuși, opera rămâne ficțiune, nu eseu; de altfel, Camus mărturisește că a scris Străinul pentru a se destinde: romanul are un scop ludic și nicidecum filozofic, cu o aparentă legătură între ficțiune și existențialism.
Într-un ultim interviu, Albert Camus se justifica astfel în ianuarie 1955: „Am sintetizat «Străinul», acum ceva vreme, printr-o frază de care-mi aduc aminte, deoarece e paradoxală: «În societate, fiecare om ce nu plânge la înmormântarea mamei sale riscă să fie condamnat la moarte.» Voiam să spun că eroul romanului este condamnat pentru că nu participă la joc. În acest sens, el apare ca un străin societății în care trăiește, zăbovește, rămâne pe dinafară, în suburbiile vieții private, solitare, plină de voluptate. De aceea, cititorii au fost tentați să-l asemene unei epave. Meursault nu se supune regulilor jocului. Răspunsul este simplu: refuză să mintă. ![…] …Cititorul nu s-ar înșela dacă ar vedea în «Străinul» povestea unui om care, lipsit de orice atitudine eroică, acceptă să moară pentru adevăr. Meursault, pentru mine, nu este o epavă, ci un om sărac și dezgolit, îndrăgostit de soare, fără să lase umbre. Departe de a fi privat de orice sentiment, îl cuprinde o pasiune profundă pentru absolut și adevăr. Mi-a venit, de asemenea, să spun, paradoxal, că am încercat să descriu prin personaj singura cruce/povară pe care o merităm. Se va înțelege, din ceea ce am explicat, că, fără nicio tentă de blasfemie, doar cu o afecțiune ironică, un artist își rezervă dreptul să-și analizeze personajele din creația sa."

## Ecouri
Când încă era în viață, Albert Camus a refuzat ecranizarea romanului Străinul. După moartea sa, soția lui l-a contactat pe producătorul italian Dino De Laurentiis, insistând ca ea să desemneze scenaristul și regizorul. În cele din urmă, l-a ales pe Luchino Visconti, dintr-un grup de regizori format, printre alții, din Mauro Bolognini, Joseph Losey și Richard Brooks; Marcello Mastroianni, liber după turnarea filmului Il vaggio di mastrona de Federico Fellini, a interpretat rolul lui Meursault, chiar dacă Jean-Paul Belmondo și Alain Delon au fost inițial cei aleși. Mastroianni a finanțat el-însuși o parte din film.
Străinul, de altfel, l-a inspirat, în 1980, pe Robert Smith, cântăreț în trupa The Cure, atunci când a compus cântecul intitulat Killing an Arab.
În 2013, scriitorul algerian Kamel Daoud debutează cu romanul Cazul Meursault, contraanchetă, o reinterpretare a romanului Străinul scrisă din perspectiva arabului ucis.